# Karl Haas (General)
Karl Friedrich Julius Haas (* 21. Februar 1878 in Braunau am Inn; † Januar 1949 in Linz) war ein österreichisch-deutscher Offizier, zuletzt im Rang eines Generalmajors, und SA-Führer, zuletzt im Rang eines SA-Gruppenführers.

## Leben und Wirken
In seiner Jugend wurde Haas in einer Kadetten- und Korpsoffiziersschule erzogen. Von 1898 bis 1918 gehörte er der österreichischen Feldartillerie an, zuletzt im Rang eines Hauptmanns.
Von 1914 bis 1918 nahm Haas mit dem Feldkanonenregiment 40, den Feldhaubitzenregimentern 8 und 3 am Ersten Weltkrieg teil. Während dieser Zeit erreichte er den Majorsrang.
Nach dem Krieg gehörte Haas von 1918 bis 1931 dem Österreichischen Bundesheer an, in dem er als Regimentskommandant und stellvertretender Führer der Brigade Oberösterreich Nr. 4 fungierte. 1931 schied er als Generalmajor aus dem aktiven Heeresdienst aus.
Zum 11. November 1931 trat Haas in die Sturmabteilung (SA), den Straßenkampfverband der NSDAP ein. In dieser wurde er nacheinander zum Standartenführer (mit Wirkung zum 1. November 1931), Oberführer (1. November 1932) und Brigadeführer (1. Januar 1933) befördert und als Führer der SA-Gruppe Alpenland West und der Gruppe Österreich verwendet. Zum 1. Januar 1932 folgte auch der Eintritt in die NSDAP (Mitgliedsnummer 689.037).
Im Jahr 1933 wurde Haas wegen seiner politischen Betätigung für die SA einige Wochen lang in Untersuchungshaft genommen. Aufgrund der anhaltenden Auseinandersetzungen der österreichischen Nationalsozialisten mit dem Dollfuss-Regime in Österreich floh er im Januar 1934 ins Deutsche Reich, um sich der Verfolgung durch die Behörden zu entziehen. Dort schloss er sich der Österreichischen Legion an, in der er im Stab des Hilfswerks Nordwest verwendet wurde. In den Jahren 1934 bis 1937 nahm er an den Reichsparteitagen teil. Im März 1938 wurde Haas Führer der Legionsbrigade 2 mit Sitz im Legions-Lager Bocholt. Im selben Monat wurde er zum SA-Gruppenführer befördert. Seit dem 1. September 1938 war er der Gruppe Alpenland zugeteilt.
Am 13. Februar 1939 wurde Haas zum ehrenamtlichen Richter am Volksgerichtshof ernannt. In dieser Stellung war er an der Verhängung von 80 Todesurteilen beteiligt, u. a. an der Verurteilung des Benediktinerpaters Josef Pontiller am 15. Dezember 1944 zum Tode.

## Beförderungen
Im Militär
- 1931: Generalmajor

In der SA
- 1. November 1931: SA-Standartenführer
- 1. November 1932: SA-Oberführer
- 1. Januar 1933: SA-Brigadeführer
- 12. März 1938: SA-Gruppenführer